# 토미 구미나
토미 구미나(Thomas Joseph "Tommy" Gumina, 1931년 5월 20일 ~ 2013년 10월 28일)는 미국의 재즈 아코디언 주자이자 음악 악기 제조자이다.
재즈계에서 많은 각광을 받은 아코디언 주자이다. 위스콘신주 밀워키에서 태어났다. 13세로 시카고의 클럽에 출연, 안디 리초에게 인정되어 5년 동안 지도를 받았다. 그 동안 아서 고드프리의 탤런트 스카우트 쇼에서 우승하였다. 1951년에는 해리 제임스 악단에 참가하였으며 이후 바디 데프랑코 등 재즈맨과 공연하였다.